# Списак спортских клубова у Београду

## Планинарски клубови
- Планинарско спортски клуб Балкан
- Планинарско скијашки клуб Копаоник
- Планинарски клуб Железничар
- Планинарски спортски клуб Победа
- Планинарски клуб Раднички
- Планинарско друштво Полицајац-Јосиф Панчић

## Кошаркашки клубови
- КК Партизан,
- КК Црвена звезда,
- КК ФМП,
- КК Беовук 72,
- КК Атлас Баскет,
- КК Визура Ушће,
- КК Мега Аква-Монте,
- КК Земун Ласта,
- КК Вива Баскет,
- КК Колеџ,
- КК Еуробаскет Земун,
- КК Мондо Баскет,
- КК Ас Баскет,
- КК Младост,
- КК Меџик,
- КК Торлак,
- КК Војвода Степа,
- КК Спорт Еко,
- КК Пробаскет,
- КК Котеж,
- КК Борча,
- КК Звездара-Крони,
- КК Звездара М-Инвест,
- ШКК Звездара,
- КК Беокош,
- КК Врачар,
- КК Бест 98,
- КК Офи Баскет,
- КК Радивој Кораћ,
- КК Младеновац,
- КК Колубара,
- КК Космај,
- КК Лазаревац,
- КК Сопот,
- КК Барајево,
- ОКК Београд,
- КК Пут,
- КК Гроцка,
- КК Ликс,
- КК Поштар,
- КК М-83,
- КК Рас,
- КК Стари Диф,
- КК Церак,
- КК Беоас,
- КК Раковица Баскет,
- КК Астра,
- КК Док,
- КК Академија 25-и,
- КК Ол Стар,
- КК Панда,
- КК Баново Брдо,
- КК Чукарички,
- КК Дип Трејд,
- КК Суперфунд Баскет Плус,
- КК Омладинац,
- КК Змај,
- КК Алименти Баскет,
- КК Корг 011,
- КК Слобода(Барич),
- КК Каста,
- КК Сава,
- КК Дрвомаркет,
- КК Раднички,
- КК Раднички Обреновац,
- ОКК Београд.

## Фудбалски клубови
- ФК Партизан,
- ФК Црвена звезда,
- ФК Чукарички Станком,
- ОФК Београд,
- ФК Београд
- ФК Земун,
- ФК Вождовац,
- ФК Железничар,
- ФК Звездара
- ФК Бубамара,
- ФК БАСК,
- ФК Рад,
- ФК Балкан Миријево,
- ФК Бежанија,
- ФК Палилулац Крњача
- ФК Хајдук
- ФК Рушањ

## Одбојкашки клубови
- OK Banovic Strahinja,
- ОРК Феникс,
- OK Имлек,
- ОК Црвена звезда,
- ОК Партизан,
- ОК Волеј Стар,
- ОК Визура,
- ОК Дунав,
- ОК Спас,
- ОК Либеро Земун,
- ОК Либеро Београд.
- ОК Црњански
- ОК 21. мај Раковица
- OK Рода
- OK Поштар 064
- OK Лазаревац
- OK Раднички НИС Петрол
- OK Колубара
- OK Обилић
- OK АС
- OK ТЕНТ
- OK STERIJA
- OK ДПФКО
- OK Селтерс
- OK Блок Аут
- OK Браћа Јерковић
- OK Феникс
- OK ЗВЕЗДА НП
- OK Топ Волеј
- OK Ресник
- ОК Монт

## Ватерполо клубови
- ВК Црвена звезда
- ВК Партизан
- ВК Врачар
- ВК Динамо
- ВК Студент
- ВК Таш
- ВКД Таш 2000 (женски ватерполо клуб)